# Рочестер (Индијана)
Рочестер (енгл. Rochester) град је у америчкој савезној држави Индијана.

## Демографија
По попису из 2010. године број становника је 6.218, што је 196 (-3,1%) становника мање него 2000. године.
| Група             | 2000.         | 2010.         |
| Белци             | 6.126 (95,5%) | 5.820 (93,6%) |
| Афроамериканци    | 29 (0,5%)     | 39 (0,6%)     |
| Азијати           | 54 (0,8%)     | 54 (0,9%)     |
| Хиспаноамериканци | 119 (1,9%)    | 209 (3,4%)    |
| Укупно            | 6.414         | 6.218         |